# Bela Voda (Kruševac)
Pour les articles homonymes, voir Bela Voda.
Bela Voda (en serbe cyrillique : Бела Вода) est une localité de Serbie située sur le territoire de la Ville de Kruševac, district de Rasina. Au recensement de 2011, elle comptait 1 206 habitants.
Bela Voda est officiellement classée parmi les villages de Serbie.

## Démographie

### Évolution historique de la population
| 1948  | 1953  | 1961  | 1971  | 1981  | 1991  | 2002  | 2011  |
| ----- | ----- | ----- | ----- | ----- | ----- | ----- | ----- |
| 1 515 | 1 609 | 1 548 | 1 512 | 1 558 | 1 546 | 1 387 | 1 206 |

|  |